# Associazione Calcio Prato 1972-1973
Questa pagina raccoglie le informazioni riguardanti l'Associazione Calcio Prato nelle competizioni ufficiali della stagione 1972-1973.

## Rosa
| N. |                   | Ruolo | Calciatore            |
| -- | ----------------- | ----- | --------------------- |
|    | Italia (bandiera) | A     | Ivano Bosdaves        |
|    | Italia (bandiera) | P     | Armando Buffon        |
|    | Italia (bandiera) | D     | Massimo Carlesi       |
|    | Italia (bandiera) | P     | Luigi Conti           |
|    | Italia (bandiera) |       | Crostoni              |
|    | Italia (bandiera) | C     | Gianni De Angelis     |
|    | Italia (bandiera) | C     | Lucio Dell'Angelo     |
|    | Italia (bandiera) | D     | Luciano De Luca       |
|    | Italia (bandiera) | C     | Gian Cesare Discepoli |
|    | Italia (bandiera) | A     | Renato Fantozzi       |
|    | Italia (bandiera) | A     | Andrea Fattori        |
|    | Italia (bandiera) | D     | Dino Fedi             |
|    | Italia (bandiera) | D     | Nello Florio          |
|    | Italia (bandiera) | C     | Angelo Fogolin        |
|    | Italia (bandiera) | C     | Ezio Galasso          |

| N. |                   | Ruolo | Calciatore          |
| -- | ----------------- | ----- | ------------------- |
|    | Italia (bandiera) | P     | Luciano Giorgi      |
|    | Italia (bandiera) | C     | Piero Lommbardi     |
|    | Italia (bandiera) |       | Magni               |
|    | Italia (bandiera) | C     | Rino Marchesi       |
|    | Italia (bandiera) | D     | Egidio Mastropaolo  |
|    | Italia (bandiera) | A     | Gianni Merighi      |
|    | Italia (bandiera) | D     | Bernardo Nicoloso   |
|    | Italia (bandiera) | A     | Claudio Piccinetti  |
|    | Italia (bandiera) |       | Ponticelli          |
|    | Italia (bandiera) |       | Rossi               |
|    | Italia (bandiera) | C     | Giampietro Rubinato |
|    | Italia (bandiera) | C     | Silvio Scapecchi    |
|    | Italia (bandiera) | D     | Roberto Scarpellini |
|    | Italia (bandiera) | A     | Claudio Turella     |
|    | Italia (bandiera) |       | Zoppi               |